# 儀表盤
儀錶盤，通常會是一塊平板，作用是裝上儀錶或有關的裝置，如警報燈，提供使用者資訊或警號。儀錶盤更可裝上照明系統，或接上控制台。

## 汽車儀表盤
汽車儀表盤是汽車專用的儀表盤。汽車儀表盤通常會装有以下儀表。

### 车速里程儀表
车速里程儀表由两个儀表组成：车速表和里程表。這些主要顯示车速和駕駛里程。

### 转速儀表
转速儀表主要顯示发动机的转速。

### 机油压力儀表
机油壓力儀表主要顯示机油所承受的压力。

### 水温儀表
水温儀表主要顯示汽車冷卻水道中的水温。

### 燃油儀表
燃油儀表主要顯示燃油剩餘量。

### 指示和警报燈
汽車儀表盤通常會有一些指示和警报灯，各有功用。

## 飛行儀錶
飛行儀表盤上通常設有六種基本儀表，分別是空速表、姿態儀、高度表、轉彎協調表、航向指示表及垂直速率表

### 高度表
高度表主要顯示飛機高度的資訊。

### 空速表
空速表主要功效為測量衝壓空氣的壓力。

### 垂直速率表
垂直速率表主要功效為顯示飛機爬升及下降的速率。

### 姿態儀
姿態儀主要顯示飛機相對於地平線的姿態。

### 航向指示表
航向指示表主要顯示出飛機機頭的磁方位。

### 轉彎協調表
轉彎協調表主要指示轉彎的方向及飛機轉彎的速率。

## 其他
於很多機器、工具中，也設有儀表盤。例如船、電子計算機等，而其中的儀表亦會相異。